# Wernicke-Geschwind-Modell
Das Wernicke-Geschwind-Modell (nach Carl Wernicke und Norman Geschwind) stellt eine vereinfachte Darstellung der neuronalen Repräsentation von Sprachfähigkeit dar. Dabei ist Sprachfähigkeit von der korrekten Funktion zweier Bereiche der linken Gehirnhälfte abhängig. Zum einen von der des Broca-Areals, welches für das Produzieren von Sprache verantwortlich ist, zum anderen von dem Wernicke-Areal, welches den Bereich darstellt, in dem Sprache verstanden wird.
Sind diese Teile des Gehirns durch Läsionen beschädigt, so kommt es zu Aphasien. Ist das Broca-Areal betroffen, so spricht man von einer Broca-Aphasie. Bei dieser bleibt die Fähigkeit zum Sprachverständnis weitgehend unbeeinflusst, die Sprachproduktion wird dagegen nahezu unmöglich. Bei einer Beschädigung des Wernicke-Areals liegt eine Wernicke-Aphasie vor. In diesem Fall ist in erster Linie das Sprachverständnis beeinträchtigt. Ist die Verbindung (Fasciculus arcuatus) zwischen diesen beiden Teilen des Gehirns gestört, so bezeichnet man dies als Leitungsaphasie. Bei dieser sind sowohl das Sprachverständnis als auch die Sprachproduktion intakt. Stark beeinträchtigt ist lediglich die Fähigkeit zum Nachsprechen, da hierzu die Weiterleitung der verstandenen Sequenzen vom Wernicke-Areal über den Fasciculus arcuatus in das für die Sprachproduktion zuständige Broca-Areal notwendig ist.